# Michał Kusiak
Michał Kusiak, né en 1986, est un astronome polonais.
Le Centre des planètes mineures le crédite de la découverte de huit astéroïdes numérotés, effectuée en 2012 et 2013 avec la collaboration de Michał Żołnowski.
Il a entre autres découvert 150 comètes SOHO, dont la 2000e.
L'astéroïde (376574) Michalkusiak  lui a été dédié.
| (392728) Zdzisławłączny  | 21 août 2012      |
| (445917) Ola             | 5 décembre 2012   |
| (486170) Zolnowska       | 10 décembre 2012  |
| (486239) Zosiakaczmarek  | 13 décembre 2012  |
| (495181) Rogerwaters     | 15 août 2012      |
| (495253) Hanszimmer      | 30 juillet 2013   |
| (495287) Harari          | 11 septembre 2013 |
| (495759) Jandesselberger | 10 février 2013   |